# Takashi Yamahashi
Takashi Yamahashi (山橋 貴史 Yamahashi Takashi?), född 31 maj 1972 i Hokkaido prefektur, är en japansk före detta fotbollsspelare.
Yamahashi började sin karriär 1991 i Yanmar Diesel (Cerezo Osaka). 1997 flyttade han till Consadole Sapporo. Han avslutade karriären 1998.